# Raoul Notesse
Raoul Notesse (1898 - 1944) was een Belgisch ingenieur die vooral bekendheid verwierf met het ontwerpen van een aantal locomotieven die behoren tot de snelste en krachtigste van zijn tijd.
In 1935 ontwierp hij Type 1 en vier jaar later de Atlantic Type 12. Deze laatste locomotief wordt algemeen beschouwd als een van de markantste hoogtepunten van het stoomtijdperk. In 1940 vluchtte Notesse naar Engeland. In 1944 kwam hij om het leven door de inslag van een V2 in Harrow-on-the-Hill. Door de oorlog en de opkomst van de elektrische tractie werden de ideeën van Notesse niet gerealiseerd.